# Xcacau Corona
Xcacau Corona é uma corona (formação geológica em forma de coroa) no planeta Vênus nas coordenadas -56 ° S e 131 ° E. 
Cobre uma superfície circular de cerca de 200 quilômetros de diâmetro. Está localizada no Quadrilátero de Henie.

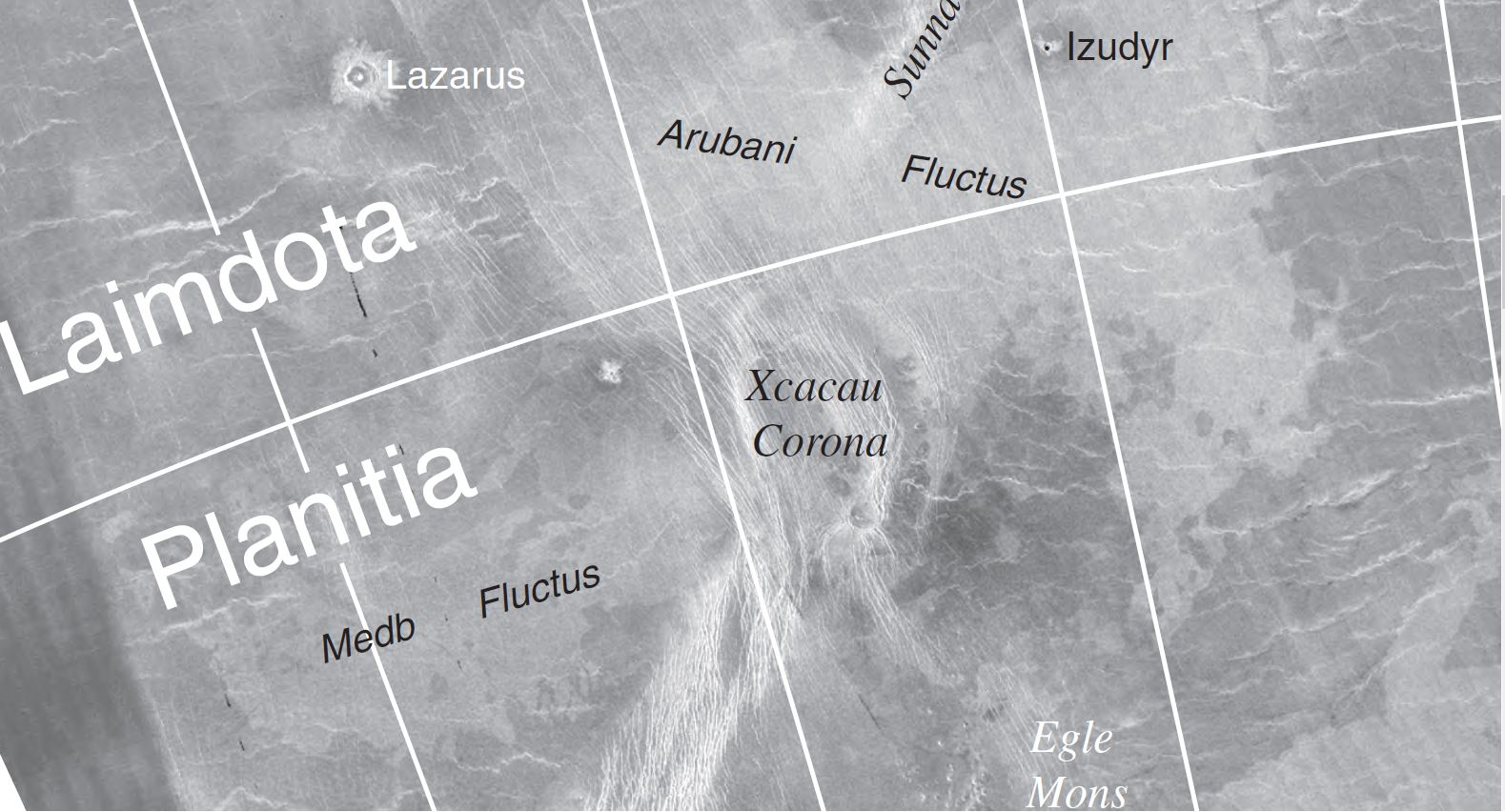
Imagem da superfície de Vênus, com destaque para a Xcacau Corona.

O Xcacau Corona foi nomeada em 1997 em referência ao Xcacau, a deusa Quiché do cacau e fertilidade.